# Систематическая номенклатура полиненасыщенных углеводородов
Наличие двух или более двойных связей обозначают суффиксами -диен, -триен и т. д., все двойные связи должны входить в главную цепь. Общие родовые названия углеводородов с двумя, тремя двойными связями и т. д. — алкадиены, алкатриены и т. д.
Цепи нумеруют так, чтобы положения двойных связей обозначались наименьшими номерами.

По взаимному расположению двойных связей диены делятся на три группы:

1. Диены с соседним положением двойных связей называют диенами с алленовыми или кумулированными связями.

СН2=С=СН2 — пропадиен

2. Диены с 1,3- положением двойных связей называют диенами с сопряжёнными связями.

СН2=СН—СН=СН2 — бутадиен-1,3

3. Диены у которых двойные связи разделены более чем одной простой связью, называются диенами с изолированными связями.

СН2=СН—СН2—СН2—СН=СН2 — гексадиен-1,5